# Chevrolet S-10
La Chevrolet S-10 es una serie de camionetas tipo pickup, fabricadas por la firma estadounidense General Motors, para su marca Chevrolet y la división GMC (la versión de GMC era conocida como S-15 y más tarde fue renombrada como GMC Sonoma). Se trata de una pick-up mediana, perteneciente a la plataforma GMT 325, fabricada desde el año 1982 hasta 2004 por GM en los Estados Unidos. 
Desde el año 1995 se fabricó una versión alternativa para Latinoamérica en GM filial Brasil. Las primeras dos generaciones de la Chevrolet S-10 fueron fabricadas en los Estados Unidos, mientras que desde la tercera generación se comenzó la fabricación en el Brasil, con reformas estéticas con respecto a la versión estadounidense. Al mismo tiempo, y gracias a la entonces participación de la marca Isuzu dentro de GM, fue fabricada una versión de la S-10 brasileña para la marca japonesa que se denominó Isuzu Hombre. Otro vehículo derivado de la S-10 en Estados Unidos fue la camioneta 4x4 Chevrolet Blazer (1982-2005), y la que fue fabricada por GM de Brasil (1995-2012). En conjunto, estas camionetas a menudo se conocen como la Serie S.
En 1998, el interior y el exterior recibieron cambios estéticos o facelift. El cambio de imagen incluyó un nuevo tablero con botones más grandes y controles de conducción más ergonómicos, así como manijas de puerta más grandes. El sistema airbag en el asiento del copiloto se convirtió en estándar. Una parrilla delantera similar al sistema de faros apilados de la línea de camioneta Chevrolet C/K reemplazó al sistema de faros individuales más anterior, similar a los camiones GMT400 de tamaño completo. Los frenos de disco en las 4 ruedas se convirtieron en equipo estándar, equipados con pinzas de aluminio de doble pistón. En 1999, los nuevos espejos plegables reemplazaron a los viejos espejos plegables. En el 2000 fueron agregados nuevos parachoques delanteros y se quitó el borde plástico a lo largo de los costados y los parachoques.
Actualmente, la producción de la S-10 se encuentra interrumpida desde 2004 en América del Norte, mientras que en Sudamérica se continúa con la producción de la cuarta generación de la S-10 con profundos retoques estéticos respecto a la primera versión lanzada en el año 1995, siendo desde 2012 una versión alternativa para Latinoamérica de la pickup mediana norteamericana Colorado, pero solo manteniendo el nombre S-10 en Brasil, Argentina y Uruguay, en el resto del mundo se comercializa bajo el nombre Colorado.

## Primera generación (1982-1993)
La primera camioneta compacta de General Motors fue la Isuzu Pick Up (KB) fabricada en Japón y enviadas a los EE. UU. bajo el nombre Chevrolet LUV en 1972 a través de una alianza entre General Motors e Isuzu firmada en 1971.
El embargo de petrolero árabe de 1973 obligó a General Motors a considerar el diseño de una camioneta pickup compacta de producción nacional. Como es habitual, piezas de otras líneas de chasis GM (principalmente de la Plataforma intermedia «G» de General Motors fueron incorporados). Las primeras camionetas de la serie S se introdujeron en 1982.

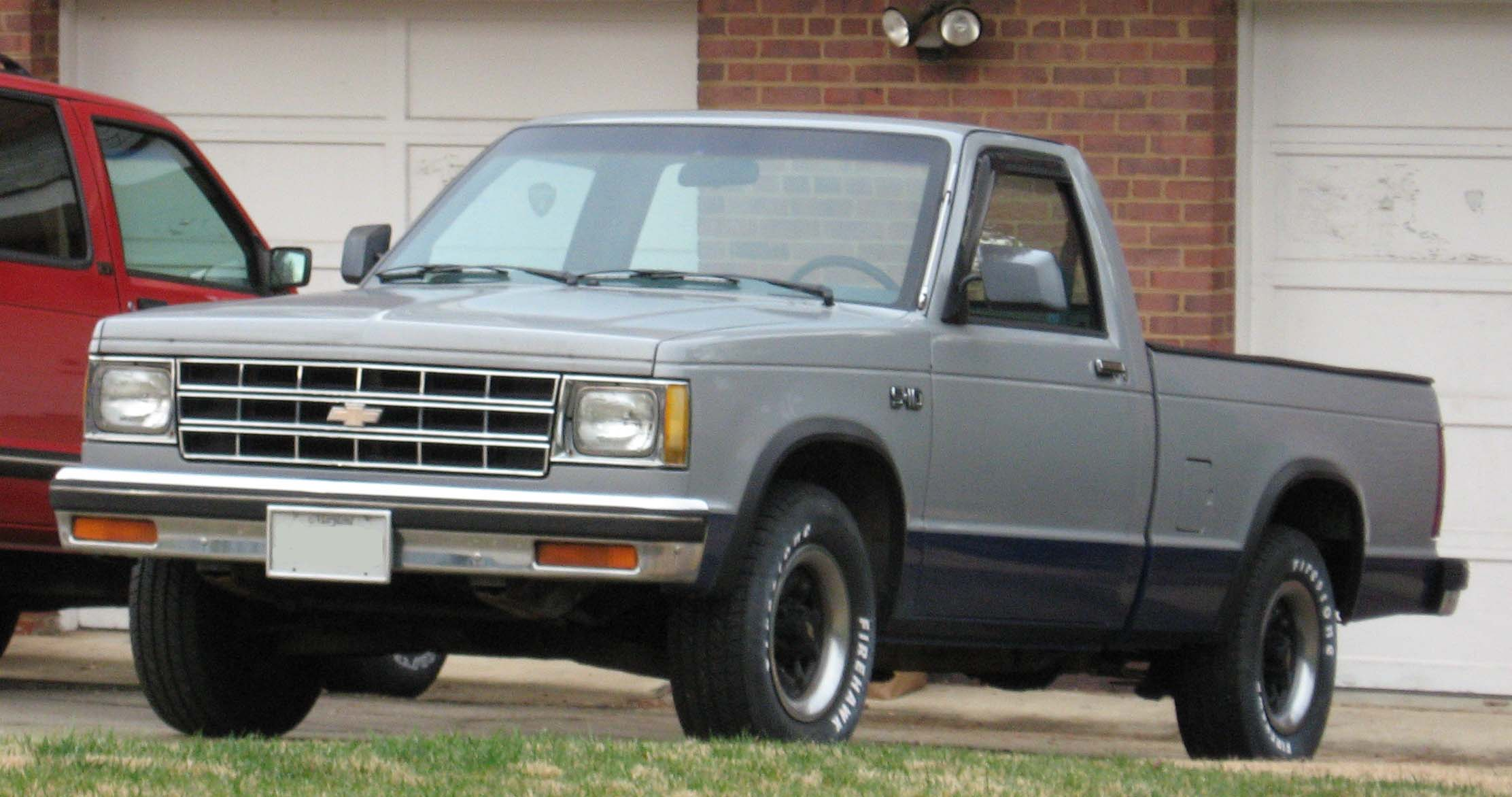
Chevrolet S-10 (1982-1993)
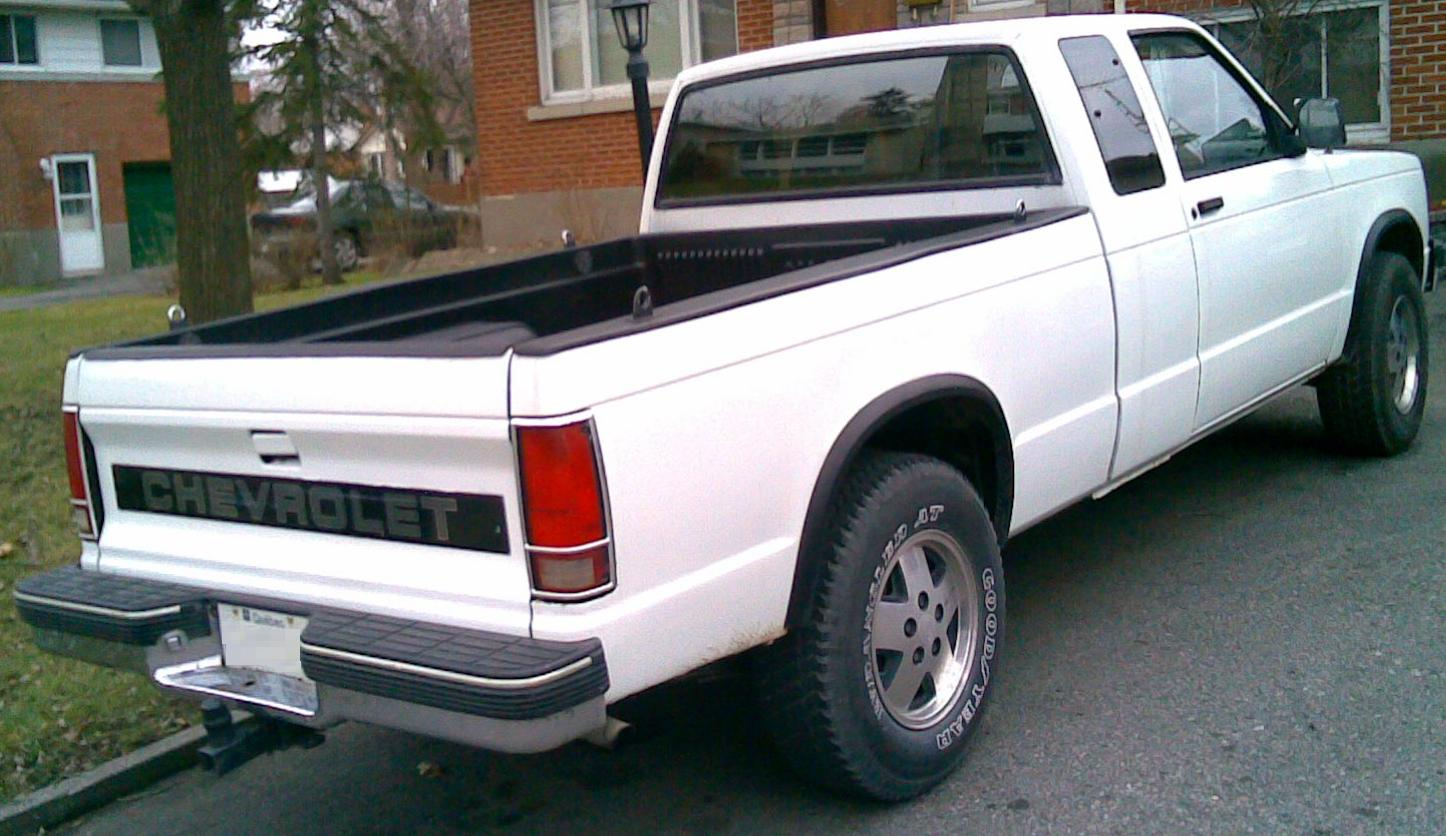
Chevrolet S-10 (1982-1993)
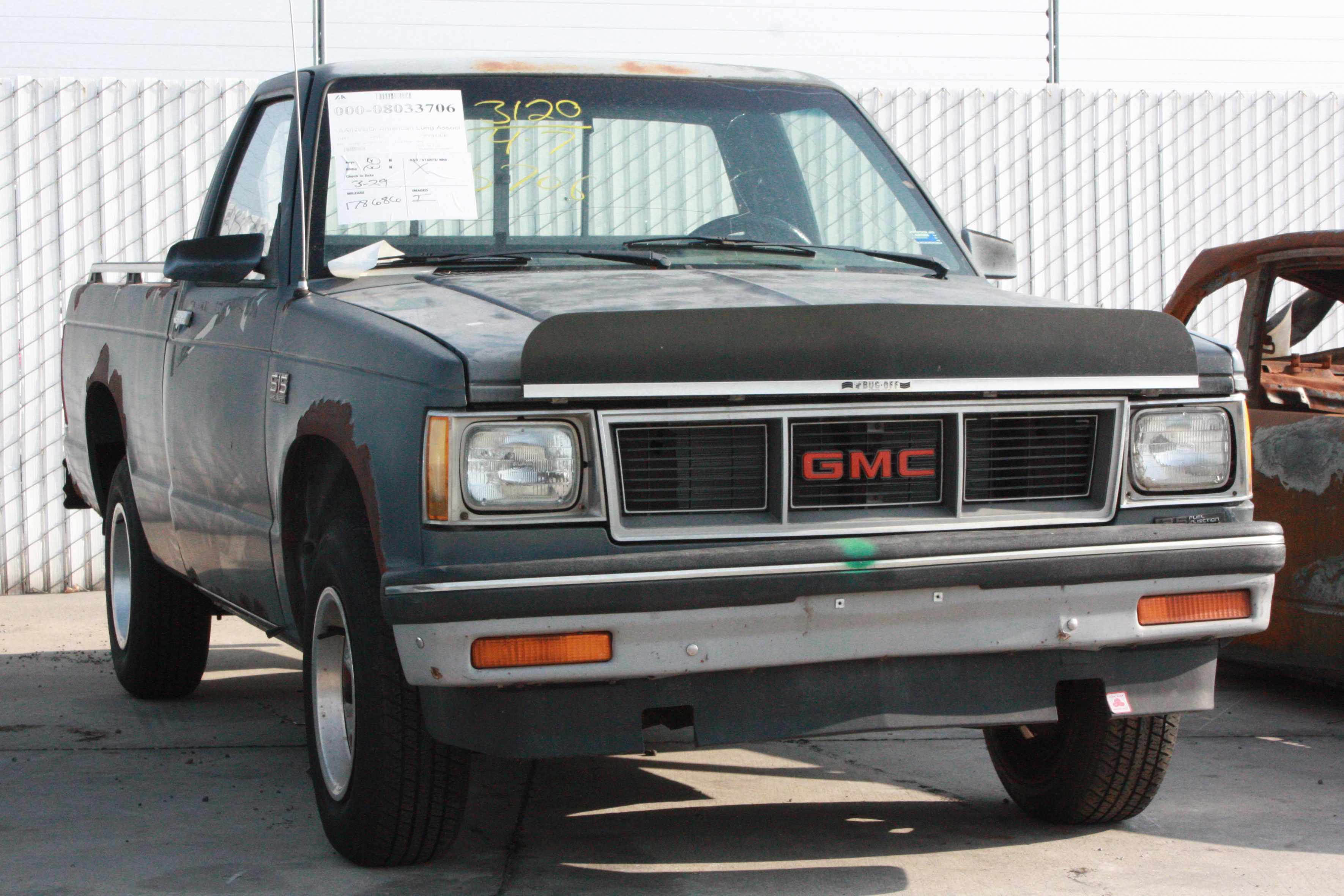
GMC Sonoma (1982-1993)

## Segunda generación  (1994-2004)

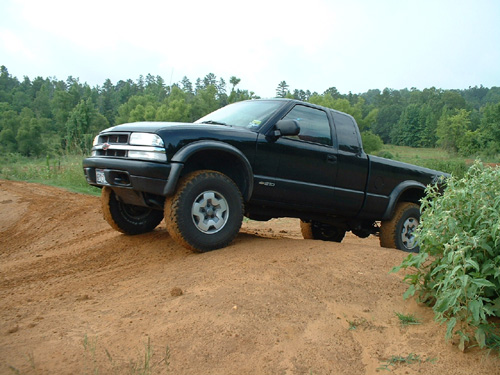
Segunda generación S-10 ZR2 (1994-2003)

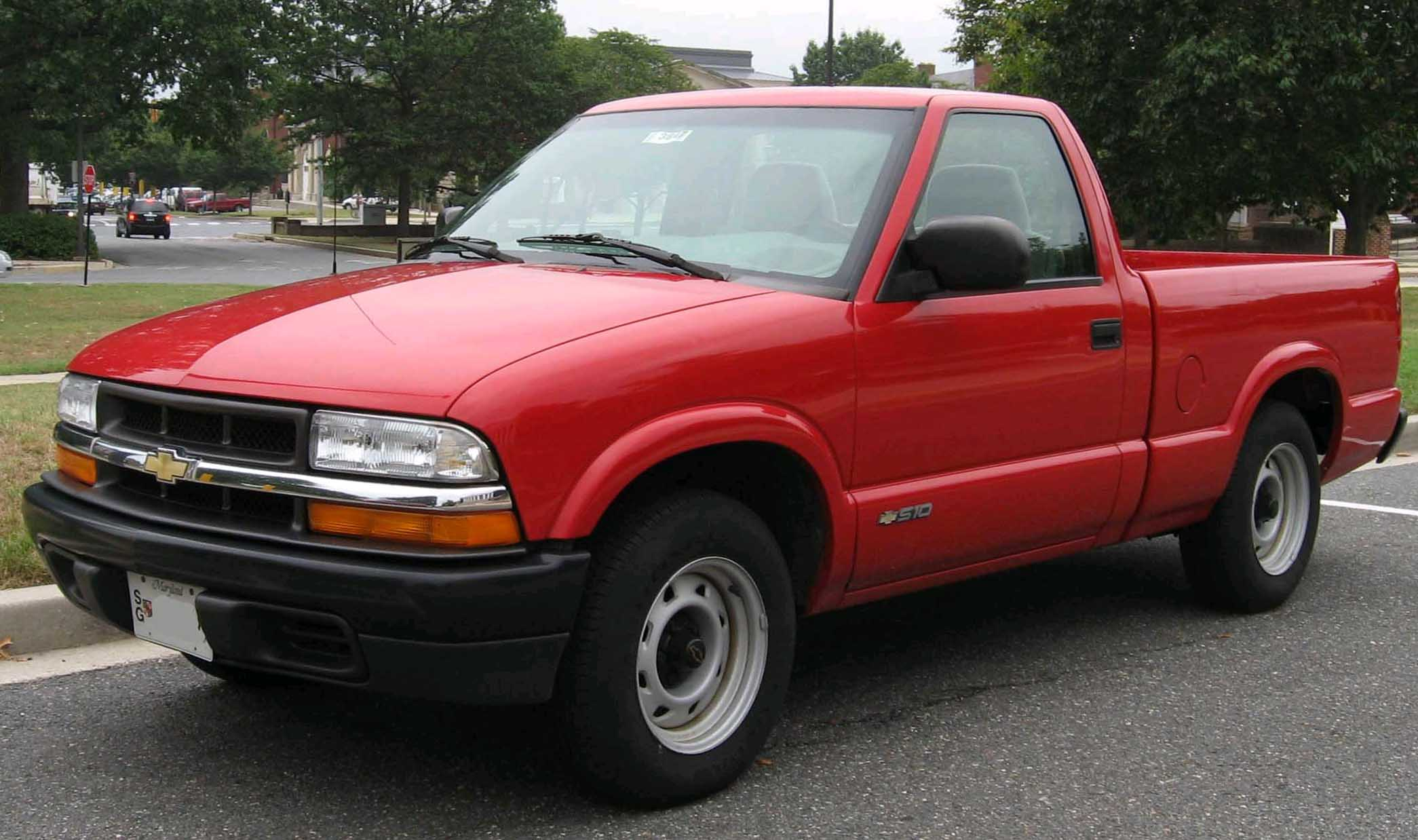
Segunda generación (Estados Unidos) (1998-2004)

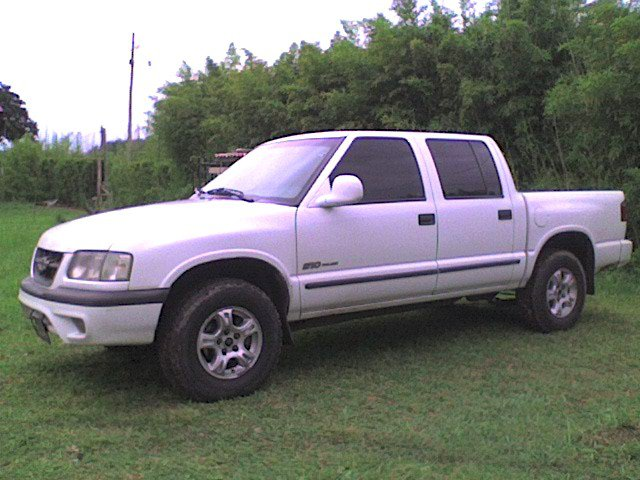
Chevrolet S-10 (Brasil) (1995-2000)

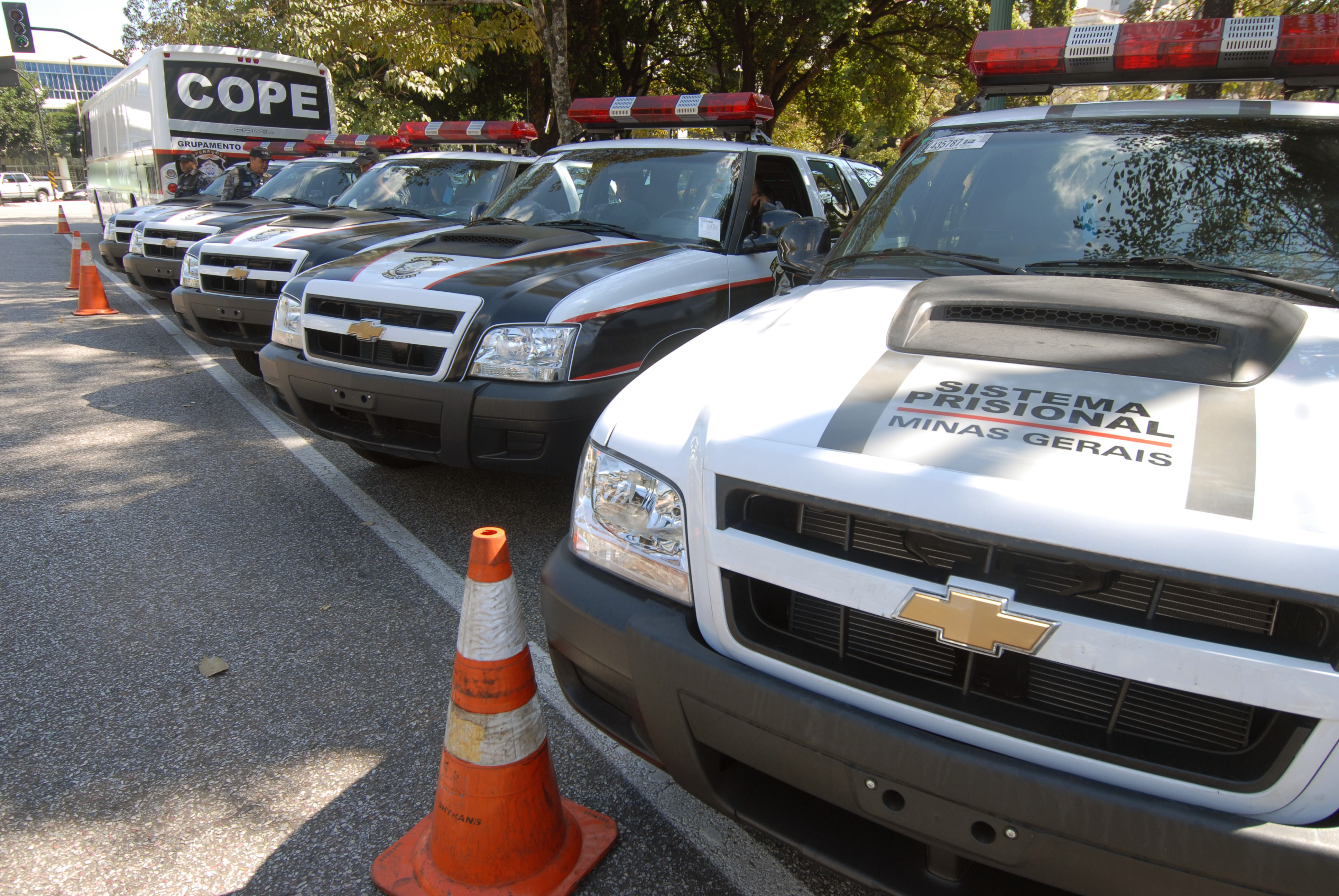
Chevrolet S-10 (Brasil) (2005-2012)

Las camionetas de la segunda generación llegaron para el año modelo 1994. Todos los modelos especiales GMC (el Syclone, el Typhoon y el Sonoma GT) se dejaron de fabricar descontinuados, pero los cambios en el pickup coincidieron con su competidor principal, el Ford Ranger.
Muchos de los componentes del chasis eran los mismos que los de la primera generación, los largueros y travesaños del bastidor
de la primera y la segunda generación eran los mismos, aunque originalmente provenían de la alineación de vehículos con la plataforma «G» de GM. La segunda generación (Estados Unidos) se inició en 1993, y en 1998 se presentó un cambio en las luces delanteras, el interior y el parachoques trasero.

### Cronología de la S-10 en América del Sur
- 1995 - Es lanzada la nueva Chevrolet S-10 versión brasileña, la cual comienza a ser fabricada en la factoría de Sao Caetano do Sul, Brasil. Las primeras versiones son del modelo Cabina Simple con versiones Standard y Deluxe, equipados con una única opción de motores, siendo este uno de gasolina de cuatro cilindros y 2.2 Litros.
- 1996 - Comienza la producción de los modelos SpaceCab y Cabina Doble. Las motorizaciones aumentan con la llegada del primer motor diésel Maxion TD de 2.5 litros y 95cv para el modelo Cabina Doble. Otra opción de motorizado, es un V6 de gasolina de 4.3L con 180cv únicamente disponible en la versión SpaceCab Deluxe.
- 1997 - Comienza la producción de las versiones Cabina Simple Deluxe, con motor V6 y SpaceCab con motor diésel. En octubre comienza la venta de la línea '98, la cual presenta como novedad el cambio de sus motores de gasolina EFI por motores MPFI de inyección multipunto.
- 1998 - Comienza la producción del modelo Deluxe V6 de Cabina Doble. Es presentada también la edición limitada "S-10 Deluxe Champ '98" con motor V6 a gasolina, con motivo de la celebración de la Copa Mundial de fútbol de 1998. En este mismo año, comienza la producción de la Chevrolet Blazer, derivada de la S-10, siendo presentada junto a esta última en versiones 4x4 para motores diésel y V6.
- 1999 - Finaliza la producción del modelo SpaceCab en todas sus versiones. También son presentadas las primeras reformas estéticas y se presenta la "S-10 Deluxe Executive", modelo de Cabina Doble con motor V6 de 4.3 litros y opciones 4x2 con transmisión manual; y 4x4 automática.
- 2000 - Se reemplaza el motor Maxion TD 2.5 por el MWM Turbodiésel Intercooler de 2.8 litros y 132 HP (98 kilovatios). Lanzamiento de la versión especial "S-10 Barretos" de Cabina Simple y motores 2.2 a gasolina. En diciembre comienza una gran serie de reformas tanto para la S-10 como para la Blazer, consistiendo esta en el recambio de sus motores a gasolina (lanzamiento del motor 2.4 de 128 HP (95 kilovatios) en lugar del 2.2 de sólo 110 HP (82 kilovatios) para las versiones Standard) y el reposicionamiento de las versiones Deluxe Turbodiésel con tracciones 4x2 y 4x4, en reemplazo de las versiones Deluxe Executive V6.
- 2001 - Lanzamiento de la serie especial "S-10 Rodeio" con motor a gasolina 2.4 con cabina simple. Vuelven a producirse las S-10 Deluxe Executive V6 con motor de 4.3 litros y opcionales de transmisión manual y automática. En diciembre, es suspendida la versión automática.
- 2002 - Lanzamientos de las versiones S-10 Executive 4x4 con motor 2.8 turbodiésel, cabina doble y caja manual; y la edición especial "S-10 Sertões" con motor 2.8 Turbodiésel 4x4 con opciones de cabina simple o doble.
- 2003 - Se realizan pequeños retoques estéticos, manteniéndose las mismas versiones que en 2002, exceptuando a la S10 Sertões. Al mismo tiempo, son ensambladas unidades basadas en la versión Standard, para equipamiento por paquetes. Por cuestines de costo, son suprimidos el voltímetro y el manómetro del instrumental
- 2004 - Es lanzada en septiembre la línea 2005, presentando a las versiones Colina (motores 2.4 a gasolina 4x2, cabina doble y 2.8 diésel 4x2 y 4x4, cabinas simple y doble), Tornado (motores 2.4 a gasolina 4x2, cabina doble y 2.8 diésel 4x2 y 4x4, cabina doble) y Executive (2.8 diésel 4x2 y 4x4, cabina doble)
- 2005 - Cambios en la parrilla delantera, con formato en cruz. Entrada de aire para refrigeración del motor. El motor 2.8 TD cuenta con gerenciamiento electrónico, tres válvulas por cilindro (una admisión y dos escapes) e inyección common-rail. La potencia cambia de 132 HP (98 kilovatios) a 140 HP (104 kilovatios). Al mismo tiempo, se estrena el acelerador electrónico y el sistema de diferencial autoblocante Track-Lock. En agosto, es lanzada la versión "S-10 Advantage", de cabina doble, motor a gasolina de 2.4 litros y tracción 4x2.
- 2007 - Es estrenada la nueva versión "S-10 Advantage", con el nuevo motor bicombustíble "FlexPower", para uso alternativo de gasolina y gasohol. El mismo es un 2.4 litros de 141 HP (105 kilovatios) a 147 HP (110 kilovatios).
- 2008 - Nuevas reestilizaciones para la línea 2009, concentrada principalmente en el capó, los guardabarros delanteros y la tapa trasera de la caja de carga. Más allá de esto, es lanzada la versión cabina simple de la "S-10 Advantage" y nuevamente es lanzada la versión Executive Cabina Doble, con motor Flexpower 2.4 y tracción 4x2.
- 2010 - Finaliza la producción de la Chevrolet Blazer.
- 2012 - Finaliza la producción de la S-10 en su 2.ª generación, siendo pocas las unidades de este año.
- 2012 - Se realiza el lanzamiento de la nueva versión de la Chevrolet S-10 fabricada en Brasil para toda Latinoamérica.[1]

## Dimensiones de caja de carga
S-10 / Sonoma
| Año   | Cabina | Caja  | Largo                   | Ancho                                         | Profundidad            |
| ----- | ------ | ----- | ----------------------- | --------------------------------------------- | ---------------------- |
| 82-93 | Simple | Corta | 74,75 plg (1,90 metros) | 60 plg (1,52 metros)                          | 20 plg (0,51 metros)   |
| 82-93 | Simple | Larga | 90,5 plg (2,30 metros)  | 60 plg (1,52 metros)                          | 20 plg (0,51 metros)   |
| 94-04 | Simple | Corta | 76 plg (1,93 metros)    | 62 plg (1,57 metros) / 59 plg (1,50 metros))† | 19,5 plg (0,50 metros) |
| 94-04 | Simple | Larga | 92 plg (2,34 metros)    | 62 plg (1,57 metros) / 59 plg (1,50 metros))† | 19,5 plg (0,50 metros) |
| 01-04 | Doble  | Corta | 58,25 plg (1,48 metros) | 62 plg (1,57 metros) / 59 plg (1,50 metros))† | 19,5 plg (0,50 metros) |

Referencias:

## Tercera generación  (2012-)
Chevrolet Colorado (versión Brasileña)

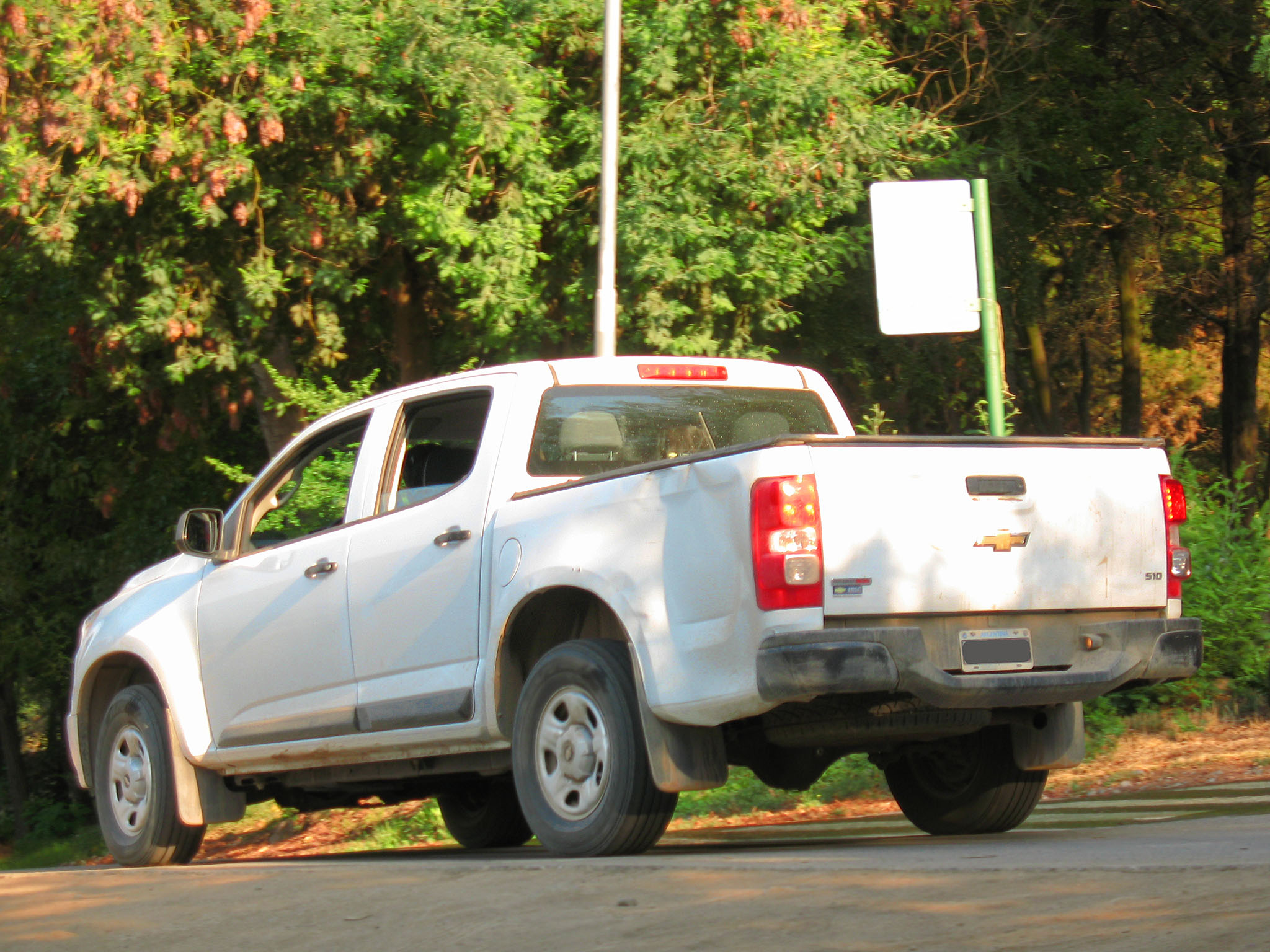
Tercera generación S-10 brasileña (2012-presente)

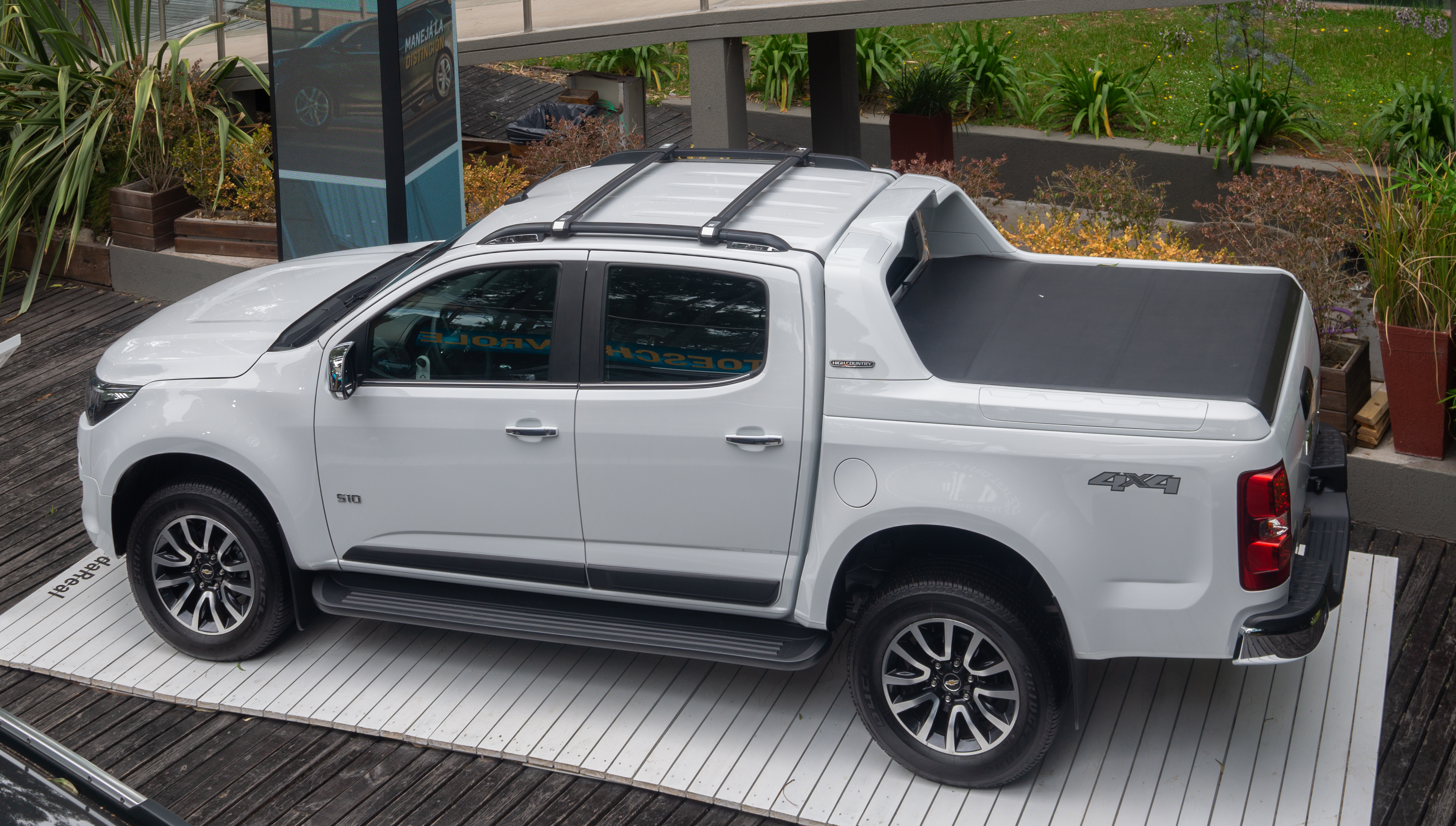
Chevrolet S-10 brasileña (Facelift)

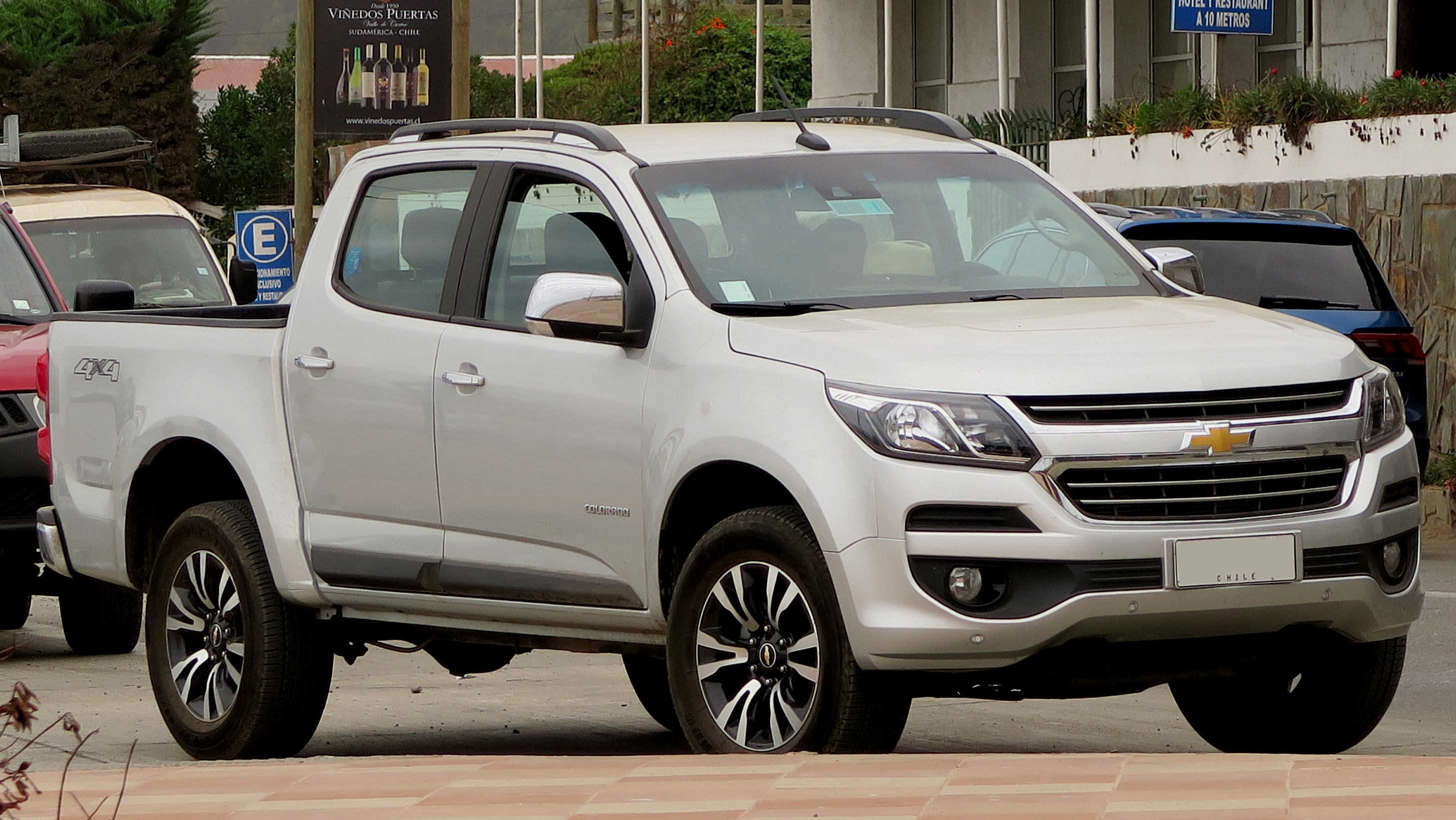
Chevrolet S-10 brasileña (Facelift)

Aunque la versión norteamericana de la serie S se interrumpió en 2004, la segunda generación S-10 aún estaba en construcción en Brasil hasta 2012, cuando fue reemplazado por la versión brasileña de la Colorado denominada el S-10. En Latinoamérica, la Chevrolet S-10 compite dentro del segmento de las pick ups donde se encuentran modelos como la Volkswagen Amarok, Ford Ranger, Toyota Hilux, Mitsubishi L200 y Nissan Frontier. A partir del año 2018, recibió un rediseño en su parte frontal, acorde a la corriente de diseño que Chevrolet comenzó a presentar para sus principales modelos. Asimismo, incorporó nuevos ítems en cuanto a equipamiento, adquiriendo como principales novedades el sistema de conectividad My Link, con una pantalla LCD de 8 pulgadas (20,3 cm) compatible con Android Auto y Apple Car Play, además de sistema de telefonía manos libres Bluetooth, entrada USB, conexión para dispositivos AUX IN y navegador satelital. Como principal atributo, esta camioneta incorporó como única motorización un diésel 2.8 Duramax de cuatro cilindros en línea, el cual dependiendo del nivel de equipamiento, incorporaba como opciones una caja de velocidades manual de cinco marchas o una automática de seis. Al mismo tiempo, presentaba opciones de tracción simple (4x2) o doble (4x4) y cabinas simple o doble.